# Ruben Verheyden
Ruben Verheyden  (22 december 2000) is een Belgische atleet, gespecialiseerd in de middellange afstand en het veldlopen. Hij veroverde vijf Belgische titels en werd Europees kampioen bij de U23. Hij nam eenmaal deel aan de Olympische Spelen.

## Biografie
Verheyden nam in 2019 op de 1500 m deel aan de Europese kampioenschappen U20 in Borås. Hij werd elfde in de finale. Later dat jaar nam hij ook deel aan de  Europese kampioenschappen veldlopen. Hij werd 58e bij de U20.
In 2021 werd Verheyden voor het eerst Belgisch indoorkampioen op de 1500 m. Later dat jaar werd hij op die afstand Europees kampioen U23 in Tallinn. In 2022 slaagde hij erin zijn Belgische indoortitel te verlengen en werd hij voor het eerst Belgisch kampioen outdoor.
Verheyden, die voor burgerlijk ingenieur studeert, is aangesloten bij Eendracht Aalst.

## Kampioenschappen

### Internationale kampioenschappen
| Onderdeel | Titel                 | Jaar |
| --------- | --------------------- | ---- |
| 1500 m    | Europees kampioen U23 | 2021 |

### Belgische kampioenschappen
Outdoor
| Onderdeel             | Jaar       |
| --------------------- | ---------- |
| 1500 m                | 2022, 2023 |
| veldlopen korte cross | 2023       |

Indoor
| Onderdeel | Jaar       |
| --------- | ---------- |
| 1500 m    | 2021, 2022 |

## Persoonlijke records
Outdoor
| Onderdeel | Prestatie    | Datum            | Plaats  |
| --------- | ------------ | ---------------- | ------- |
| 800 m     | 1.45,69      | 25 mei 2024      | Brussel |
| 1000 m    | 2.20,73      | 11 augustus 2021 | Ninove  |
| 1500 m    | 3.30,99 (NR) | 20 juni 2025     | Parijs  |
| 1 mijl    | 3.50,67 (NR) | 12 juni 2025     | Oslo    |
| 2000 m    | 4.52,37 (NR) | 8 september 2023 | Brussel |

Indoor
| Onderdeel | Prestatie    | Datum            | Plaats       |
| --------- | ------------ | ---------------- | ------------ |
| 800 m     | 1.49,18      | 30 januari 2022  | Gent         |
| 1000 m    | 2.18,96      | 3 februari 2024  | Gent         |
| 1500 m    | 3.34,49 (NR) | 8 februari 2025  | Metz         |
| 1 mijl    | 3.55,42      | 28 januari 2024  | Val-de-Reuil |
| 2000 m    | 5.04,89      | 17 februari 2022 | Liévin       |
| 3000 m    | 7.39,90      | 19 januari 2025  | Luxemburg    |

## Palmares

### 1500 m
- 2019: 11e EK U20 in Borås - 3.59,46
- 2019:  BK AC - 3.51,74
- 2020:  BK AC - 3.48,82
- 2021:  BK indoor AC - 3.46,15
- 2021:  BK AC - 3.44,73
- 2021:  EK U23 in Tallinn – 3.40,03
- 2022:  BK indoor AC - 3.43,00
- 2022:  BK AC - 3.38,11
- 2022:  Nacht van de Atletiek - 3.35,19
- 2022: 7e in reeks WK in Eugene - 3.39,46
- 2022: 13e in reeks EK in München - 3.44,76
- 2023:  Nacht van de Atletiek - 3.33,77
- 2023:  BK AC - 3.41,78
- 2023: 11e in ½ fin. WK in Boedapest - 3.33,96
- 2024: 4e EK in Rome - 3.33,40
- 2024: 10e in herk. OS - 3,36,06
- 2025: 7e EK indoor in Apeldoorn - 3.41,70 (in reeks 3.38,21)
- 2025: 4e in reeks WK indoor in Nanjing – 3.37,94

Diamond League-resultaten
- 2025: 7e Meeting International Mohammed VI d'Athlétisme de Rabat - 3.33,19
- 2025: 11e Stockholm Bauhaus Athletics - 3.34,01
- 2025: 8e Meeting de Paris - 3.30,99 (NR)

### 1 Eng. mijl
Diamond League-resultaten
- 2025: 12e Bislett Games - 3.50,67 (NR)

### 2000 m
- 2023: 9e Memorial Van Damme - 4.52,37 (NR)

### 3000 m
- 2025: 11e in reeks EK indoor in Apeldoorn - 7.53,76

### Veldlopen
- 2019: 58e EK U20 in Lissabon
- 2021:  EK Mixed Relay in Dublin
- 2022:  BK AC korte cross
- 2022: 7e EK Mixed Relays in Turijn
- 2023:  BK AC korte cross